# سايمور كرومويل
سايمور كرومويل (بالإنجليزية: Seymour Cromwell)‏ هو مجدف أمريكي، ولد في 17 فبراير 1934 في نيويورك في الولايات المتحدة، وتوفي في 2 مايو 1977 في كامبريدج في الولايات المتحدة بسبب سرطان.

## وصلات خارجية
- سايمور كرومويل على موقع الاتحاد الدولي للتجديف (الإنجليزية)
- سايمور كرومويل على موقع اللجنة الأولمبية الدولية (الإنجليزية)
- سايمور كرومويل على موقع أوليمبيديا (الإنجليزية)